# Aldea del Rey (kommunhuvudort)
Aldea del Rey är en kommunhuvudort i Spanien.   Den ligger i provinsen Provincia de Ciudad Real och regionen Kastilien-La Mancha, i den centrala delen av landet, 190 km söder om huvudstaden Madrid. Aldea del Rey ligger 668 meter över havet och antalet invånare är 2 024.
Terrängen runt Aldea del Rey är platt åt nordost, men åt sydväst är den kuperad. Runt Aldea del Rey är det glesbefolkat, med 10 invånare per kvadratkilometer. Närmaste större samhälle är La Calzada de Calatrava, 6,8 km sydost om Aldea del Rey. Trakten runt Aldea del Rey består till största delen av jordbruksmark.